# Specie di Primula
Elenco delle specie di Primula 

## A

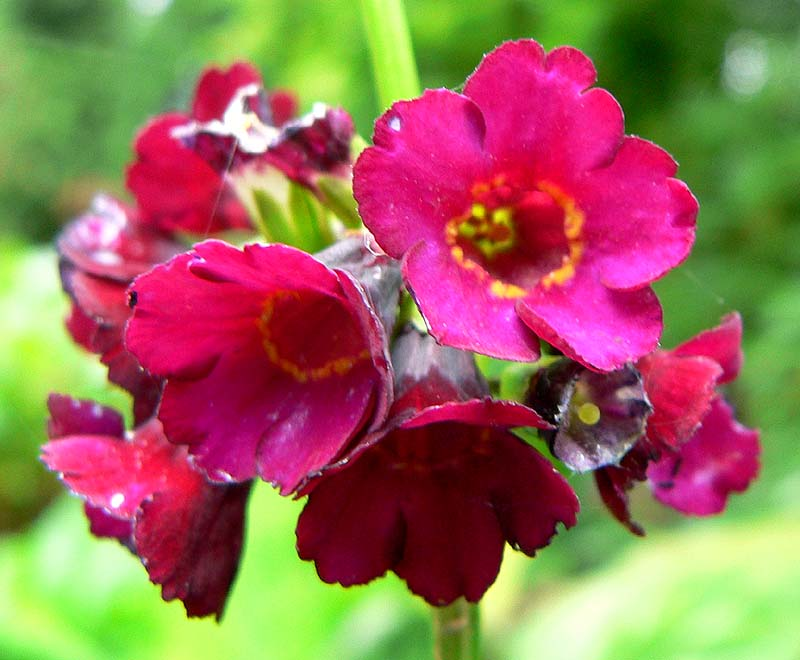
Primula anisodora

- Primula × admontensis Gusmus ex G.C.Churchill
- Primula advena W.W.Sm.
- Primula aemula Balf.f. & Forrest
- Primula aerinantha Balf.f. & Purdom
- Primula afghanica Wendelbo
- Primula agleniana Balf.f. & Forrest
- Primula albenensis Banfi & Ferl.
- Primula alcalina Cholewa & D.M.Hend.
- Primula algida Adams
- Primula aliciae G.Taylor ex W.W.Sm.
- Primula allionii Loisel.
- Primula alpicola (W.W.Sm.) Stapf
- Primula alsophila Balf.f. & Farrer
- Primula ambita Balf.f.
- Primula amethystina Franch.
- Primula amoena M.Bieb.
- Primula angustifolia Torr.
- Primula anisodora Balf.f. & Forrest
- Primula annulata Balf.f. & Kingdon-Ward
- Primula anthemifolia G.Hao, C.M.Hu & Yuan Xu
- Primula anvilensis S.Kelso
- Primula apennina Widmer
- Primula apicicallosa D.Fang
- Primula aromatica W.W.Sm. & Forrest
- Primula arunachalensis S.K.Basak & Maiti
- Primula asarifolia H.R.Fletcher
- Primula assamica H.R.Fletcher
- Primula atrodentata W.W.Sm.
- Primula aurantiaca W.W.Sm. & Forrest
- Primula aureata H.R.Fletcher
- Primula auricula L.
- Primula auriculata Lam.
- Primula austrofrigida (K.L.Chambers) A.R.Mast & Reveal

## B
- Primula baileyana Kingdon-Ward
- Primula baldshuanica B.Fedtsch.
- Primula barbatula W.W.Sm.
- Primula barbicalyx C.H.Wright
- Primula bathangensis Petitm.
- Primula bella Franch.

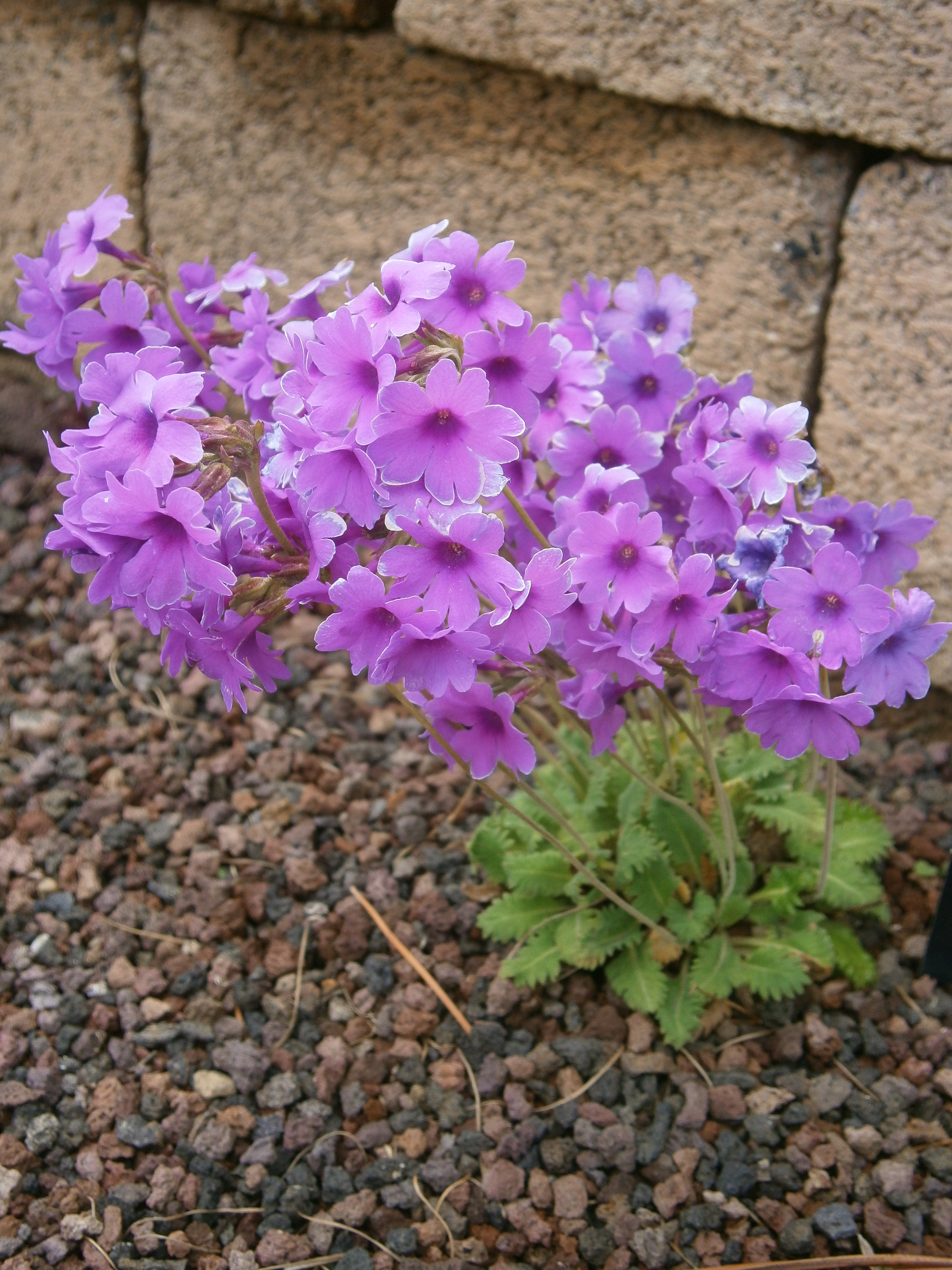
Primula blinii

- Primula bellidifolia King ex Hook.f.
- Primula bergenioides C.M.Hu & Y.Y.Geng
- Primula × berninae A.Kern.
- Primula bhutanica H.R.Fletcher
- Primula biserrata Forrest
- Primula blandula W.W.Sm.
- Primula blattariformis Franch.
- Primula blinii H.Lév.
- Primula bomiensis F.H.Chen & C.M.Hu
- Primula × boni-auxilii Kress
- Primula boothii Craib
- Primula borealis Duby
- Primula boreiocalliantha Balf.f. & Forrest
- Primula botschantzevii Czukav. & Kovalevsk.
- Primula × bowlesii Farrer
- Primula brachystoma W.W.Sm.
- Primula bracteosa Craib
- Primula bukukunica Kovt.
- Primula bullata Franch.
- Primula bulleyana Forrest
- Primula buryana Balf.f.

## C

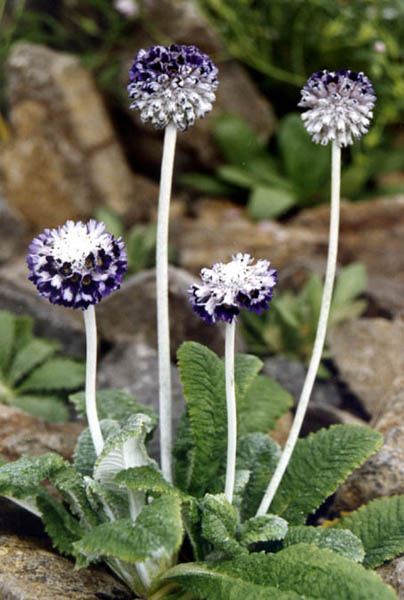
Primula capitata

- Primula caldaria W.W.Sm. & Forrest
- Primula calderiana Balf.f. & R.E.Cooper
- Primula calliantha Franch.
- Primula calthifolia W.W.Sm.
- Primula calyptrata X.Gong & R.C.Fang
- Primula candicans W.W.Sm.
- Primula capillaris N.H.Holmgren & A.H.Holmgren
- Primula capitata Hook.
- Primula capitellata Boiss.
- Primula cardioeides W.W.Sm. & H.R.Fletcher
- Primula carniolica Jacq.
- Primula carolinehenryae S.O'Brien
- Primula × caruelii Porta
- Primula caulifera C.M.Hu
- Primula cavaleriei Petitm.
- Primula caveana W.W.Sm.
- Primula cawdoriana Kingdon-Ward
- Primula celsiiformis Balf.f.
- Primula centellifolia G.Hao, C.M.Hu & Y.Xu
- Primula cerina H.R.Fletcher
- Primula cernua Franch.
- Primula chamaedoron W.W.Sm.
- Primula chamaethauma W.W.Sm.
- Primula chapaensis Gagnep.
- Primula chartacea Franch.
- Primula chasmophila Balf.f. ex Hutch.
- Primula chienii W.P.Fang
- Primula chimingiana G.Hao, S.Yuan & D.X.Zhang
- Primula chionantha Balf.f. & Forrest
- Primula chionata W.W.Sm.
- Primula chionogenes H.R.Fletcher
- Primula chishuiensis C.M.Hu, G.Hao & Y.Xu
- Primula chrysochlora Balf.f. & Kingdon-Ward
- Primula chrysostoma O.Schwarz
- Primula chumbiensis W.W.Sm.
- Primula chungensis Balf.f. & Kingdon-Ward
- Primula cicutariifolia Pax
- Primula cinerascens Franch.
- Primula clarkei G.Watt
- Primula clevelandii (Greene) A.R.Mast & Reveal
- Primula clusiana Tausch
- Primula clutterbuckii Kingdon-Ward
- Primula cockburniana Hemsl.
- Primula coelata Stapf
- Primula coerulea Forrest
- Primula comata H.R.Fletcher
- Primula comberi W.W.Sm.
- Primula concholoba Stapf & Sealy
- Primula concinna G.Watt
- Primula conjugens (Greene) A.R.Mast & Reveal
- Primula conspersa Balf.f. & Purdom
- Primula cooperi Balf.f.
- Primula cordifolia Rupr.
- Primula cortusoides L.
- Primula coryphaea Balf.f. & Kingdon-Ward
- Primula cottia Widmer
- Primula crassa Hand.-Mazz.
- Primula crassifolia Lehm.
- Primula crispata Balf.f. & W.W.Sm.
- Primula crocifolia Pax & K.Hoffm.
- Primula cuneifolia Ledeb.
- Primula cunninghamii King ex Craib
- Primula cusickiana A.Gray

## D
- Primula daonensis (Leyb.) Leyb.
- Primula darialica Rupr.
- Primula davidii Franch.
- Primula deflexa Duthie

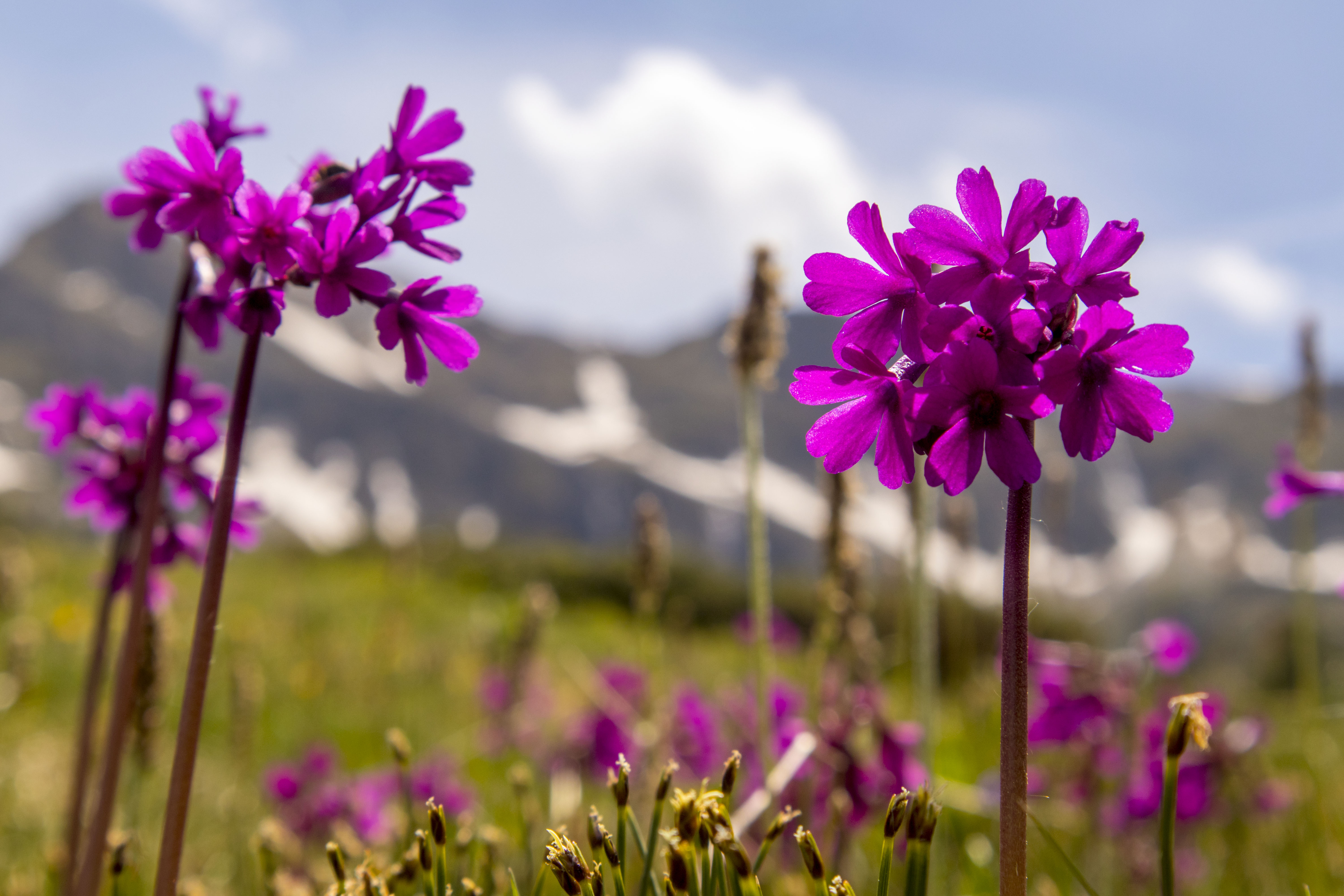
Primula deorum

- Primula dejuniana G.Hao, C.M.Hu & Yuan Xu
- Primula densa Balf.f.
- Primula denticulata Sm.
- Primula denticuloides Y.J.Nasir
- Primula deorum Velen.
- Primula × deschmannii Ingw.
- Primula deuteronana Craib
- Primula diantha Bureau & Franch.
- Primula dickieana G.Watt
- Primula dictyophylla W.W.Sm.
- Primula × digenea A.Kern.
- Primula × discolor Leyb.
- Primula divaricata F.H.Chen & C.M.Hu
- Primula domensis Kass & S.L.Welsh
- Primula dongchuanensis Z.K.Wu & Yuan Huang
- Primula drummondiana Craib
- Primula dryadifolia Franch.
- Primula × dschungdienensis Hand.-Mazz.
- Primula duclouxii Petitm.
- Primula dueckelmannii Gilli
- Primula dujiangyanensis W.B.Ju, Bo Xu & X.F.Gao
- Primula dumicola W.W.Sm. & Forrest
- Primula × dumoulinii Stein
- Primula duthieana Balf.f. & W.W.Sm.

## E

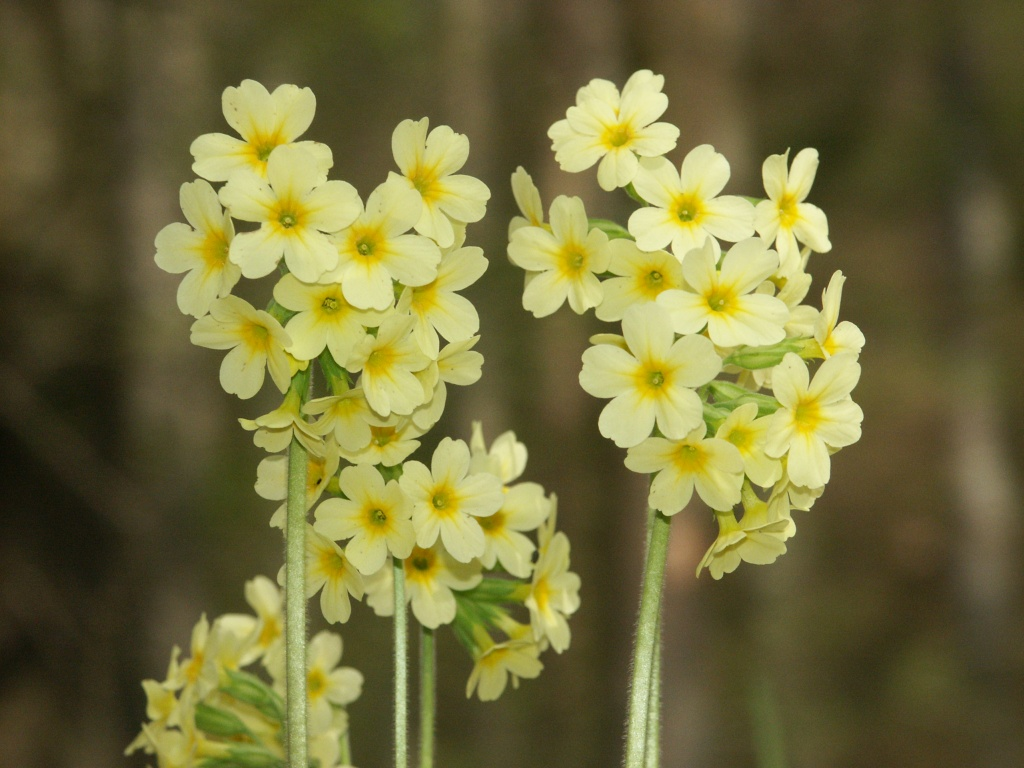
Primula elatior

- Primula eburnea Balf.f. & R.E.Cooper
- Primula efarinosa Pax
- Primula effusa W.W.Sm. & Forrest
- Primula egaliksensis Wormsk.
- Primula elatior (L.) Hill
- Primula × elisabethae Sünd.
- Primula elizabethiae Ludlow ex W.W.Sm.
- Primula elliptica Royle
- Primula elongata G.Watt
- Primula epilithica F.H.Chen & C.M.Hu
- Primula epilosa Craib
- Primula erosa (Wall. ex Duby) Regel
- Primula erratica W.W.Sm.
- Primula erythrocarpa Craib
- Primula × escheri Brügger
- Primula esquirolii Petitm.
- Primula euchaites W.W.Sm.
- Primula eugeniae Al.Fed.
- Primula euosma Craib
- Primula euprepes (W.W.Sm.) A.J.Richards
- Primula eximia Greene

## F
- Primula faberi Oliv.
- Primula × facchinii Schott
- Primula fagosa Balf.f. & Craib
- Primula falcifolia Kingdon-Ward
- Primula fangii F.H.Chen & C.M.Hu

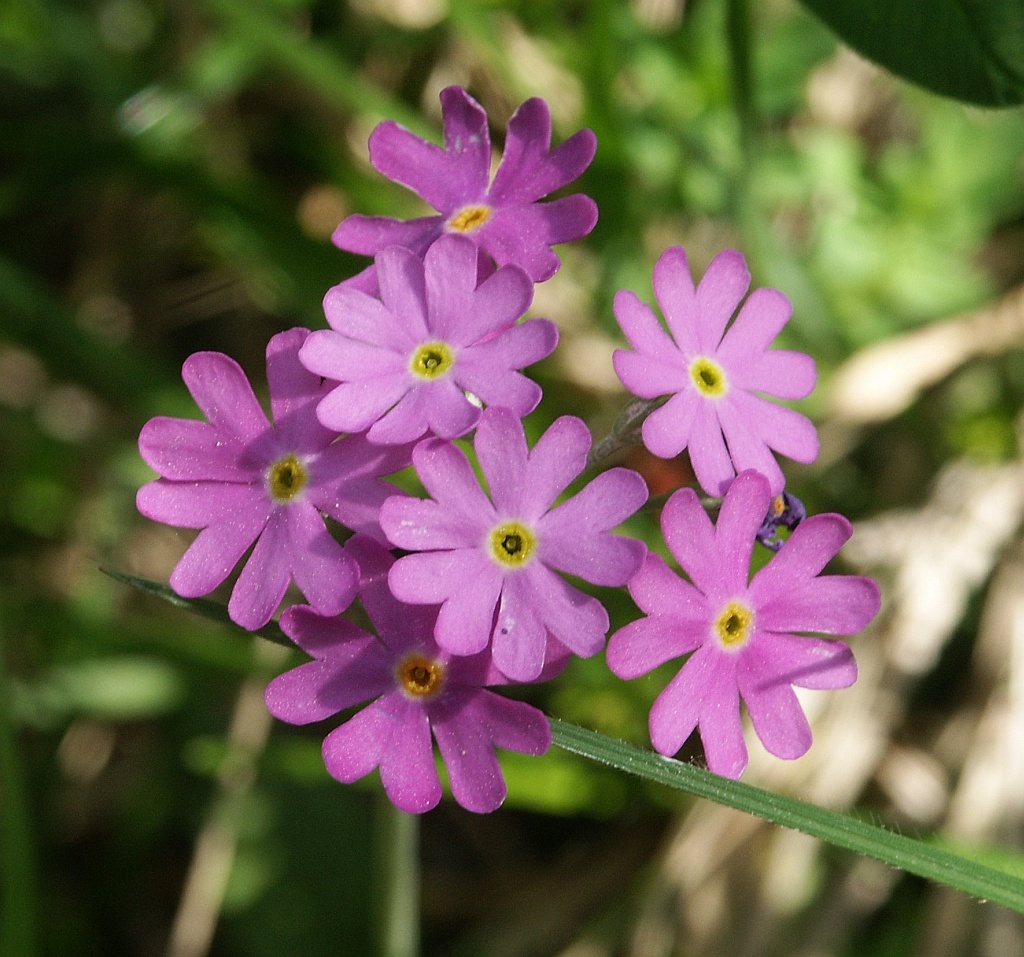
Primula farinosa

- Primula fangingensis F.H.Chen & C.M.Hu
- Primula farinifolia Rupr.
- Primula farinosa L.
- Primula farreriana Balf.f.
- Primula fasciculata Balf.f. & Kingdon-Ward
- Primula fassettii A.R.Mast & Reveal
- Primula fea Kingdon-Ward
- Primula fedtschenkoi Regel
- Primula fenghwaiana C.M.Hu & G.Hao
- Primula fernaldiana W.W.Sm.
- Primula filchnerae R.Knuth
- Primula filipes G.Watt
- Primula fimbriata Wall. ex Duby
- Primula firmipes Balf.f. & Forrest
- Primula fistulosa Turkev.
- Primula flabellifera W.W.Sm.
- Primula flaccida N.P.Balakr.
- Primula flagellaris W.W.Sm.
- Primula flava Maxim.
- Primula flexuosa Turkev.
- Primula × floerkeana Schrad.
- Primula florindae Kingdon-Ward
- Primula fragrans A.R.Mast & Reveal
- Primula frenchii (Vasey) A.R.Mast & Reveal
- Primula frigida (Cham. & Schltdl.) A.R.Mast & Reveal
- Primula frondosa Janka

## G
- Primula gambeliana G.Watt

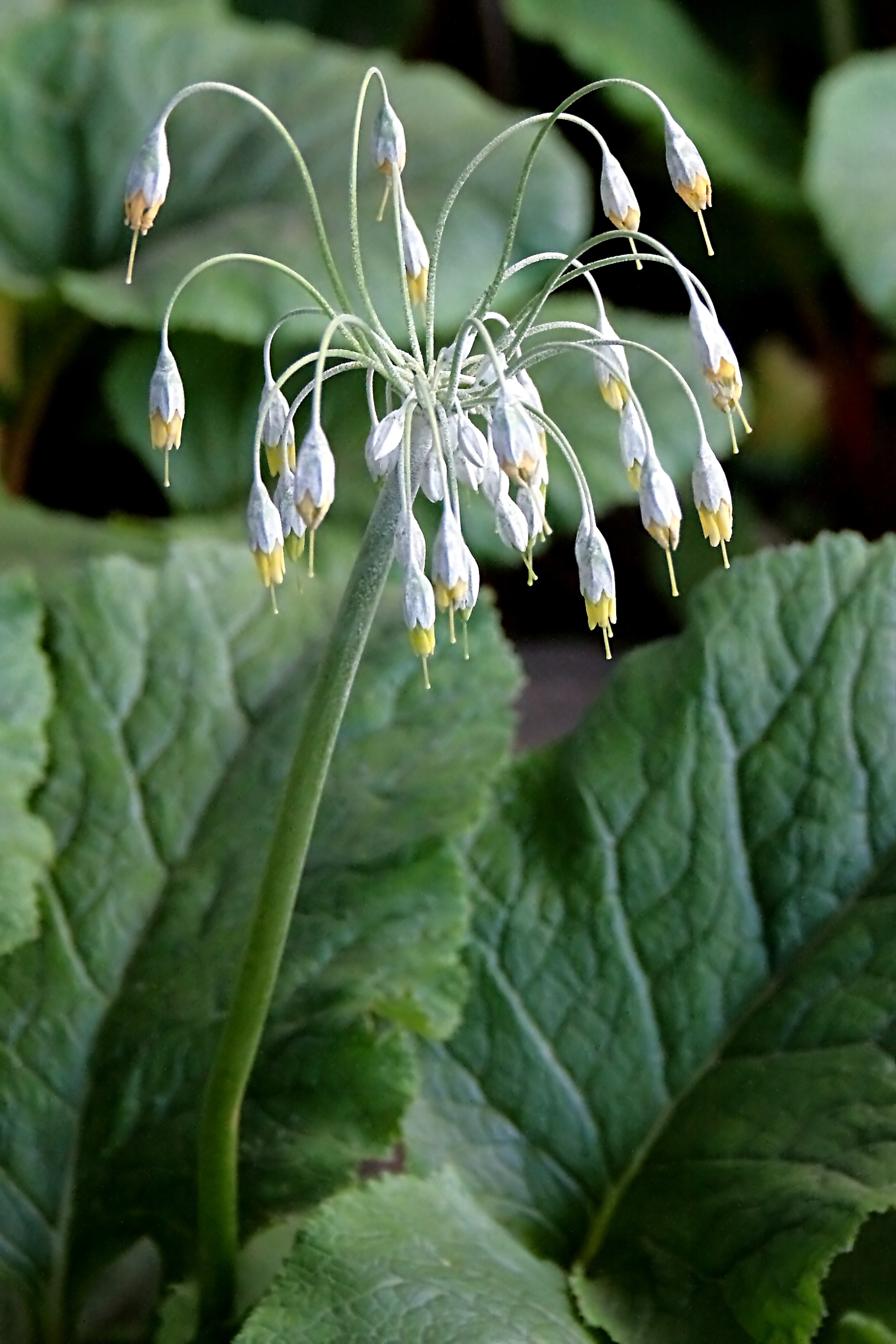
Primula grandis

- Primula garhwalica (Balodi & S.Singh) K.K.Khanna & An.Kumar
- Primula gemmifera Batalin
- Primula geraniifolia Hook.f.
- Primula geranophylla Kovalevsk.
- Primula giraldiana Pax
- Primula glabra Klatt
- Primula glandulifera Balf.f. & W.W.Sm.
- Primula glaucescens Moretti
- Primula glomerata Pax
- Primula glutinosa Wulfen
- Primula × goebelii A.Kern.
- Primula gracilenta Dunn
- Primula gracilipes Craib
- Primula gracilituba C.M.Hu & Nuraliev
- Primula graminifolia Pax & K.Hoffm.
- Primula grandis Trautv.
- Primula griffithii (Watt) Pax

## H
- Primula halleri J.F.Gmel.

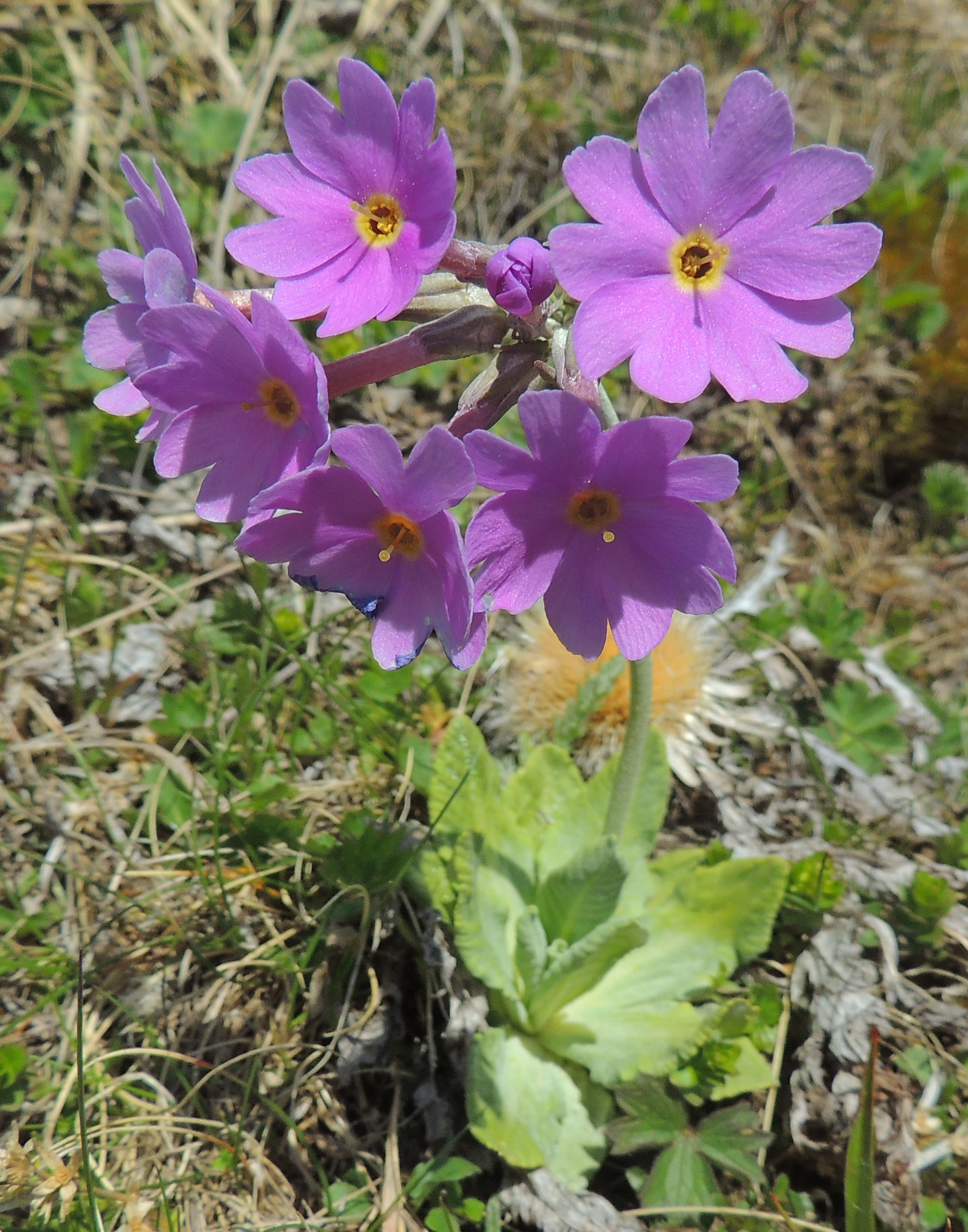
Primula halleri

- Primula handeliana W.W.Sm. & Forrest
- Primula hazarica Duthie
- Primula × heeri Brügger
- Primula helodoxa Balf.f.
- Primula hendersonii (A.Gray) A.R.Mast & Reveal
- Primula henrici Bureau & Franch.
- Primula heterochroma Stapf
- Primula heucherifolia Franch.
- Primula hidakana Miyabe & Kudô
- Primula hilaris W.W.Sm.
- Primula hirsuta All.
- Primula hoffmanniana W.W.Sm.
- Primula hoi W.P.Fang
- Primula homogama F.H.Chen & C.M.Hu
- Primula hongshanensis D.W.H.Rankin, Z.D.Fang & H.Sun
- Primula hookeri G.Watt
- Primula huashanensis F.H.Chen & C.M.Hu
- Primula hubeiensis Xin W.Li
- Primula × hugueninii Brügger
- Primula hunanensis G.Hao, C.M.Hu & X.L.Yu
- Primula hydrocotylifolia G.Hao, C.M.Hu & Yuan Xu
- Primula hylobia W.W.Sm.
- Primula hypoleuca Hand.-Mazz.

## I
- Primula ianthina Balf.f. & Cave
- Primula iljinskii Fed.
- Primula inayatii Duthie
- Primula incana M.E.Jones
- Primula inopinata H.R.Fletcher
- Primula intanoensis T.Yamaz.
- Primula integrifolia L.
- Primula interjacens F.H.Chen
- Primula intricata Gren. & Godr.
- Primula ioessa W.W.Sm.
- Primula irregularis Craib

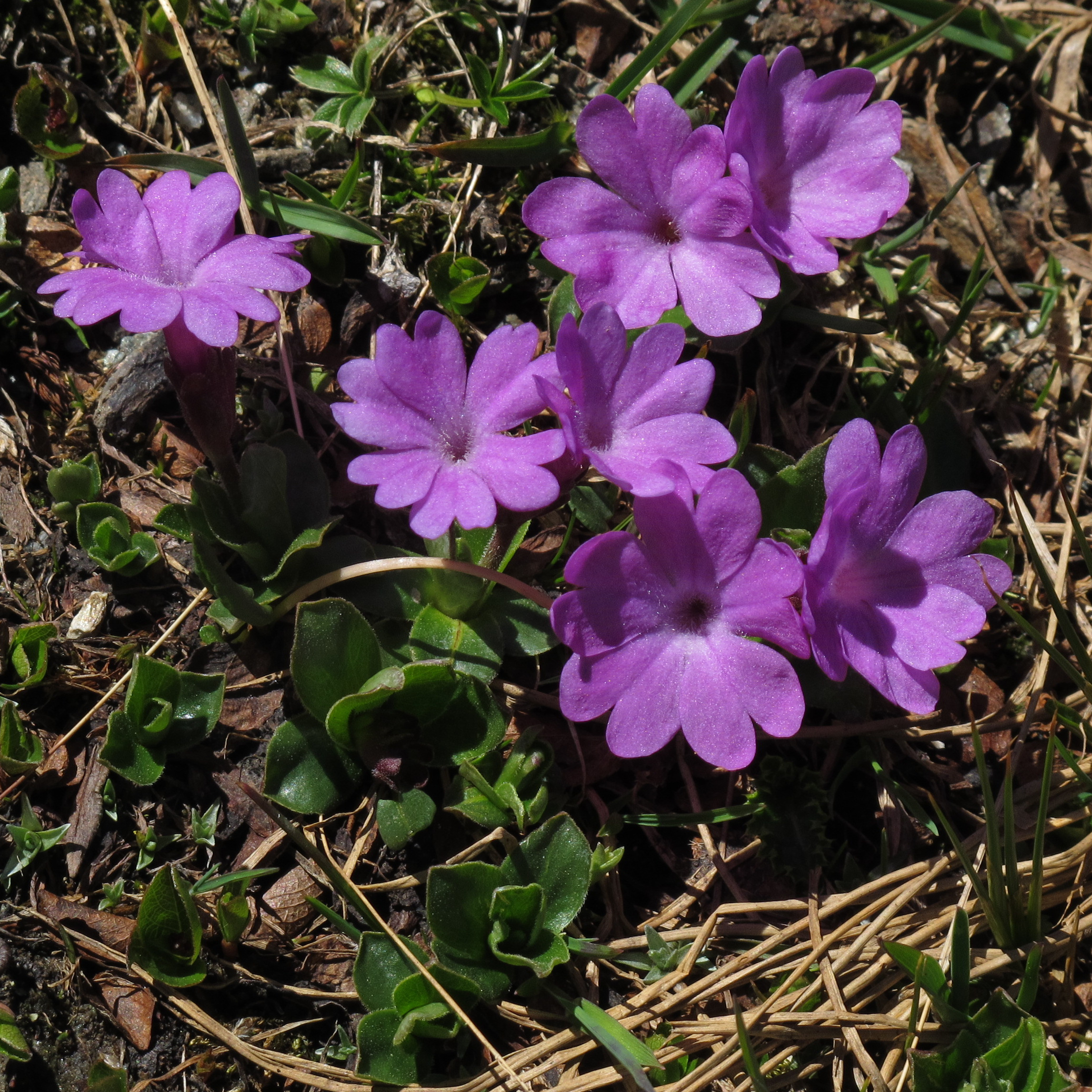
Primula integrifolia

- Primula isfarensis Turak. & Gazyb.

## J
- Primula jaffreyana King
- Primula japonica A.Gray

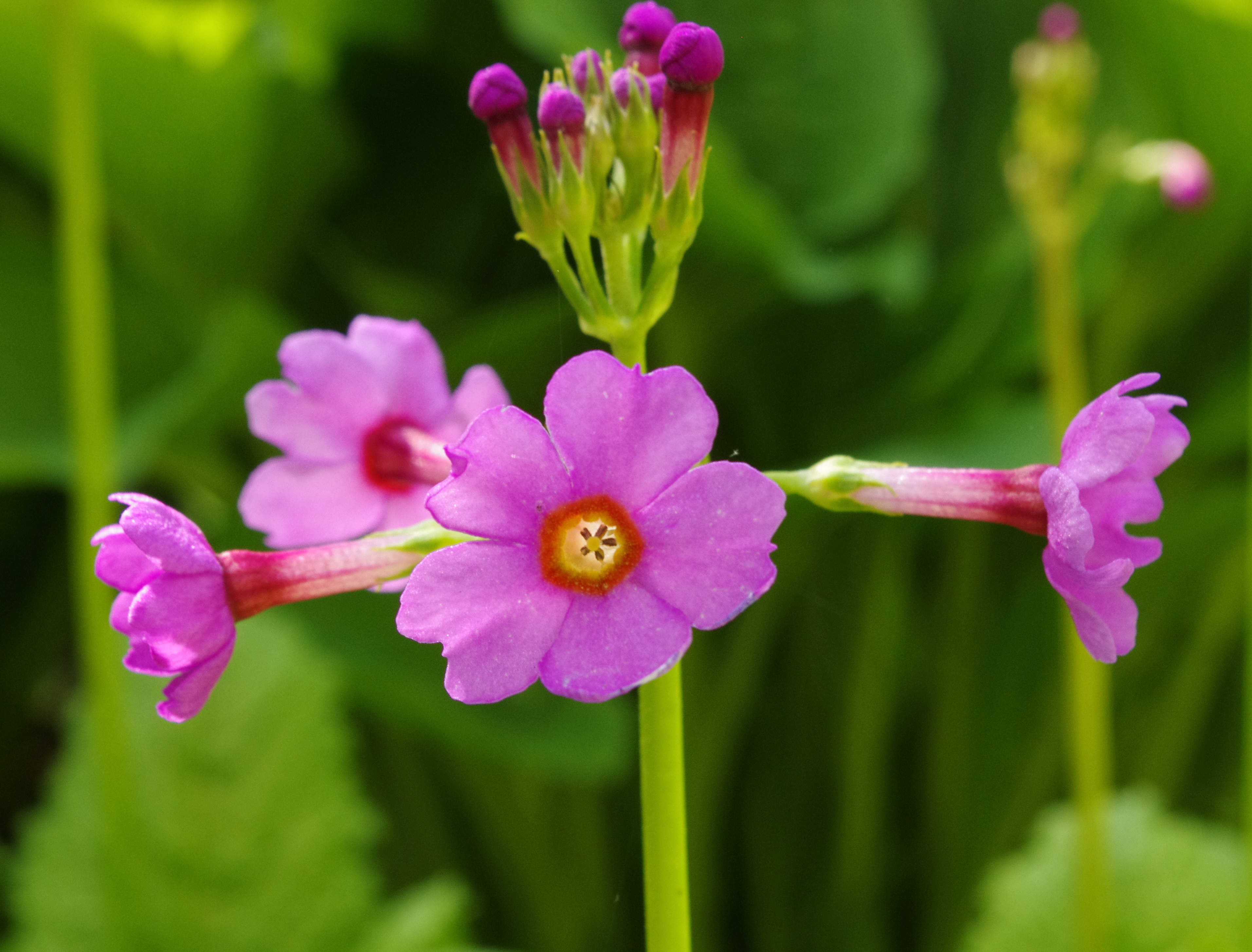
Primula japonica

- Primula jeffreyi (Van Houtte) A.R.Mast & Reveal
- Primula jesoana Miq.
- Primula jigmediana W.W.Sm.
- Primula jiugongshanensis J.W.Shao
- Primula jucunda W.W.Sm.
- Primula × judicariensis Beyer
- Primula juliae Kusn.
- Primula × juribella Sünd.

## K
- Primula kaufmanniana Regel
- Primula kawasimae H.Hara

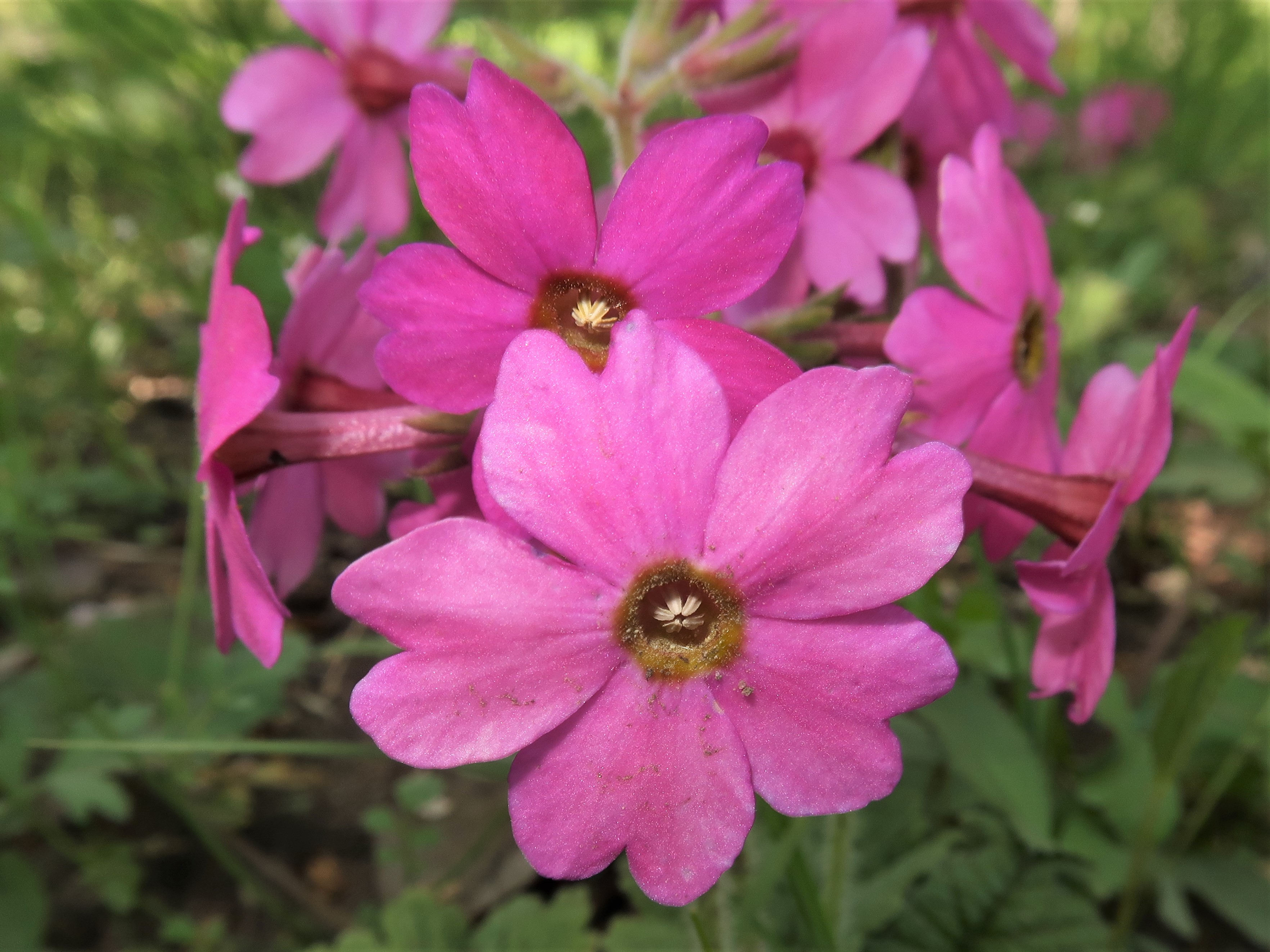
Primula kisoana

- Primula khasiana Balf.f. & W.W.Sm.
- Primula kialensis Franch.
- Primula kingii G.Watt
- Primula kisoana Miq.
- Primula kitaibeliana Schott
- Primula klattii N.P.Balakr.
- Primula klaveriana Forrest
- Primula knorringiana Fed.
- Primula knuthiana Pax
- Primula × kolbeana Stein
- Primula × kraettliana Brügger
- Primula kwangtungensis W.W.Sm.
- Primula kweichouensis W.W.Sm.

## L
- Primula lacerata W.W.Sm.
- Primula laciniata Pax & K.Hoffm.

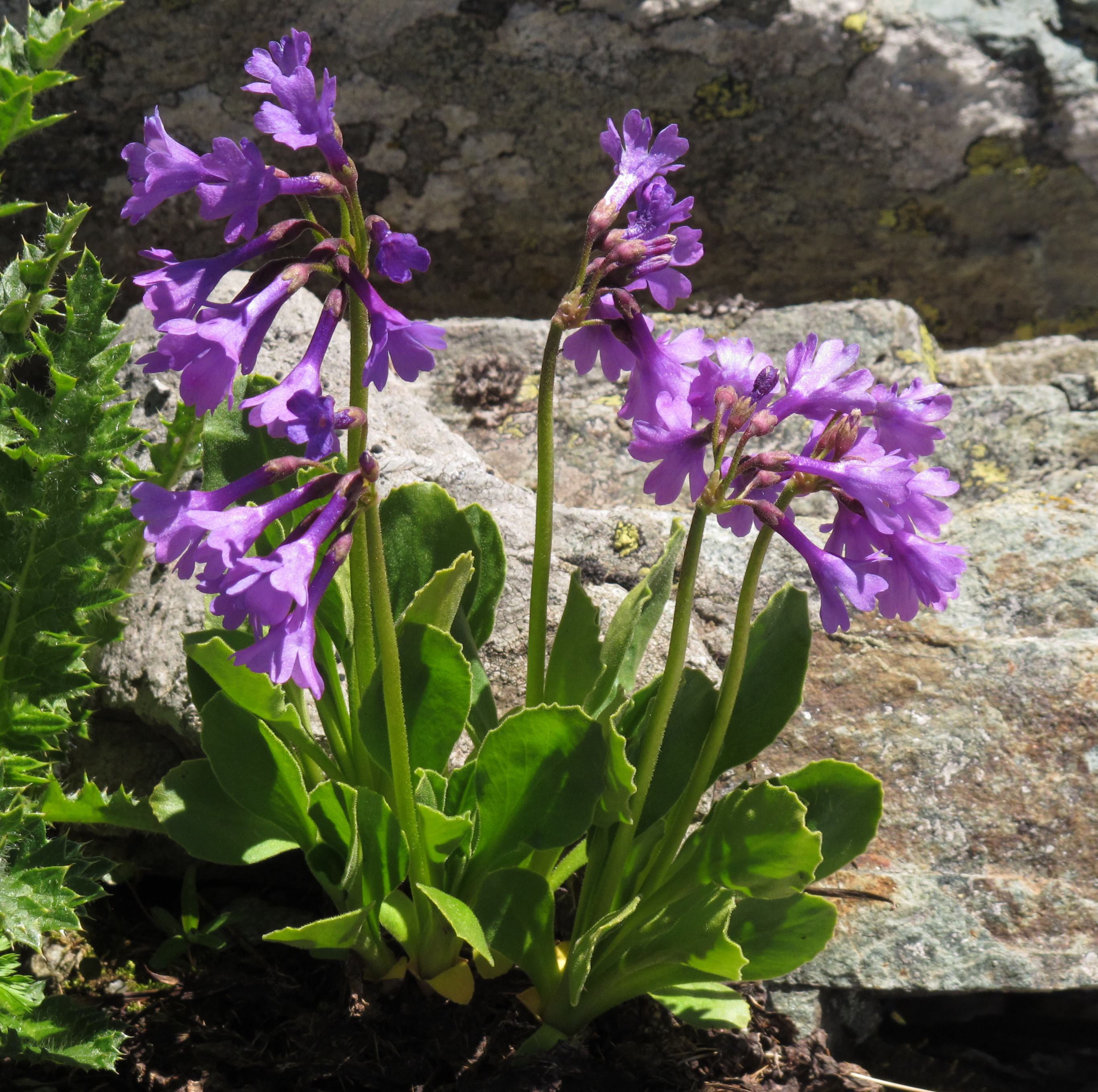
Primula latifolia

- Primula lactucoides F.H.Chen & C.M.Hu
- Primula latifolia Lapeyr.
- Primula latiloba (A.Gray) A.R.Mast & Reveal
- Primula latisecta W.W.Sm.
- Primula laurentiana Fernald
- Primula laxiuscula W.W.Sm.
- Primula × lebliana Gusmus ex Kolb
- Primula leptophylla Craib
- Primula levicalyx C.M.Hu & Z.R.Xu
- Primula lihengiana C.M.Hu & R.Li
- Primula lilacina A.J.Richards
- Primula limbata Balf.f. & Forrest
- Primula listeri King ex Hook.f.
- Primula lithophila F.H.Chen & C.M.Hu
- Primula littledalei Balf.f. & G.Watt
- Primula × loiseleurii Sünd.
- Primula longipes Freyn & Sint.
- Primula longipilosa Ze H.Wang & H.Peng
- Primula longiscapa Ledeb.
- Primula longistyla X.D.Ma & J.Y.Shen
- Primula lungchiensis W.P.Fang
- Primula lutea Vill.
- Primula luteoflora X.F.Gao & W.B.Ju
- Primula luteola Rupr.

## M
- Primula macrocarpa Maxim.
- Primula macrophylla D.Don
- Primula magellanica Lehm.
- Primula maguirei L.O.Williams
- Primula malacoides Franch.
- Primula mallophylla Balf.f.
- Primula malvacea Franch.
- Primula marginata Curtis
- Primula matthioli (L.) V.A.Richt.
- Primula maximowiczii Regel
- Primula mazurenkoae A.P.Khokhr.

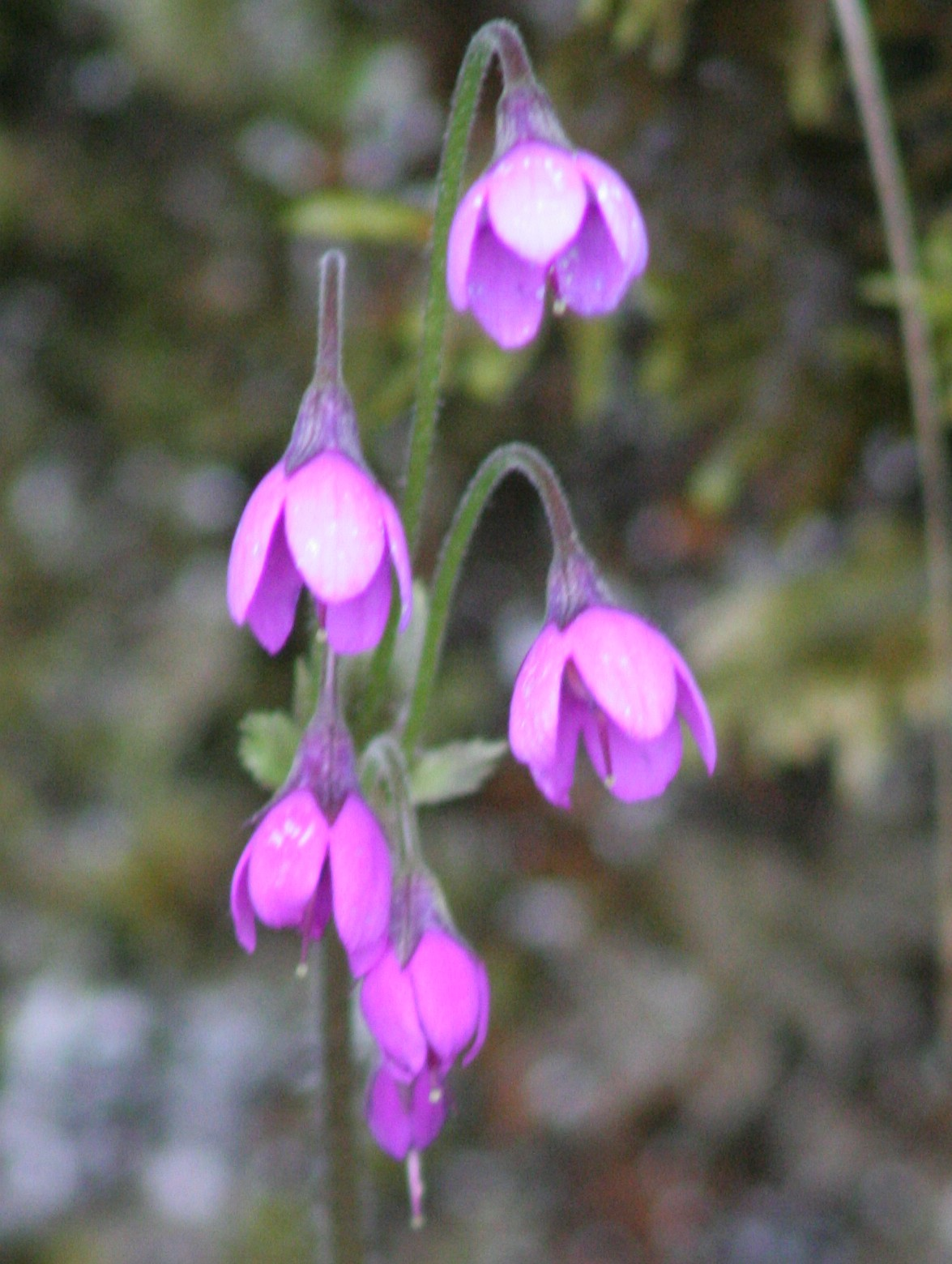
Primula matthioli

- Primula meadia (L.) A.R.Mast & Reveal
- Primula × media Peterm.
- Primula megalocarpa H.Hara
- Primula megaseifolia Boiss. & Balansa
- Primula meiantha Balf.f. & W.W.Sm.
- Primula meiotera (W.W.Sm. & H.R.Fletcher) C.M.Hu
- Primula melanantha (Franch.) C.M.Hu
- Primula melanodonta W.W.Sm.
- Primula merrilliana Schltr.
- Primula meyeri Rupr.
- Primula mianyangensis G.Hao & C.M.Hu
- Primula minima L.
- Primula minkwitziae W.W.Sm.
- Primula minor Balf.f. & Kingdon-Ward
- Primula minutissima Jacquem. ex Duby
- Primula mishmiensis Kingdon-Ward
- Primula mistassinica Michx.
- Primula miyabeana T.Itô & Kawak.
- Primula modesta Bisset & S.Moore
- Primula mollis Nutt. ex Hook.
- Primula monticola (Hand.-Mazz.) F.H.Chen & C.M.Hu
- Primula × morissetii Lepage
- Primula morsheadiana Kingdon-Ward
- Primula moupinensis Franch.
- Primula munroi Lindl.
- Primula × murbeckii Lindq.
- Primula × muretiana Moritzi
- Primula muscarioides Hemsl.
- Primula muscoides Hook.f. ex G.Watt

## N
- Primula nana Wall.

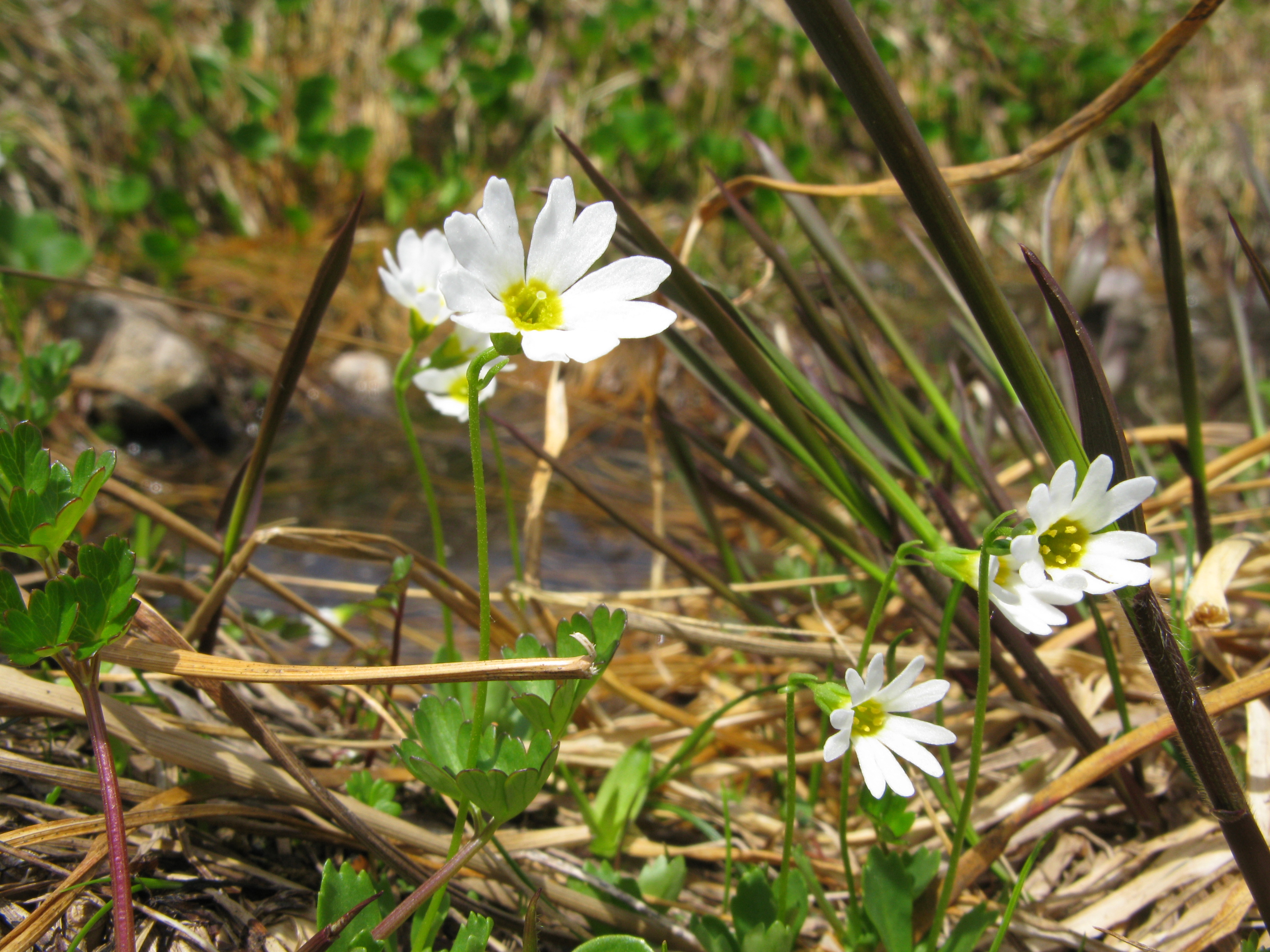
Primula nipponica

- Primula nanocapitata Balf.f. & W.W.Sm. ex S.K.Basak & Maiti
- Primula neurocalyx Franch.
- Primula nevadensis N.H.Holmgren
- Primula nghialoensis D.W.H.Rankin
- Primula ninguida W.W.Sm.
- Primula nipponica Yatabe
- Primula nivalis Pall.
- Primula normaniana Kingdon-Ward
- Primula nutans Georgi
- Primula nutantiflora Hemsl.

## O
- Primula obconica Hance
- Primula obliqua W.W.Sm.
- Primula × obovata Huter
- Primula obsessa W.W.Sm.
- Primula obtusifolia Royle
- Primula occlusa W.W.Sm.
- Primula odontica W.W.Sm.
- Primula odontocalyx (Franch.) Pax
- Primula olgae Regel
- Primula optata Farrer ex Balf.f.
- Primula orbicularis Hemsl.
- Primula oreodoxa Franch.
- Primula ovalifolia Franch.

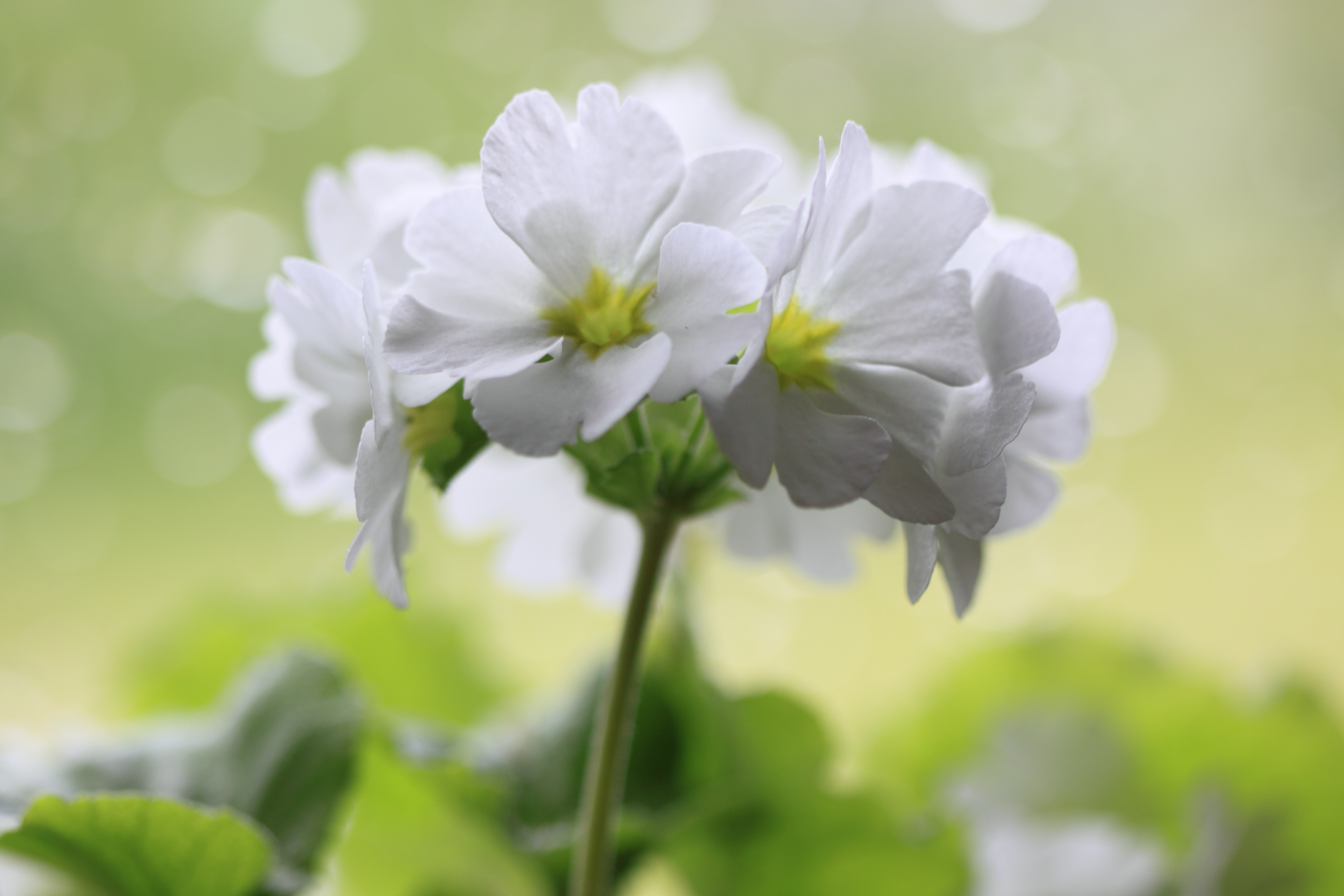
Primula obconica

- Primula oxygraphidifolia W.W.Sm. & Kingdon-Ward

## P
- Primula palinuri Petagna
- Primula palmata Hand.-Mazz.
- Primula pamirica Fed.
- Primula parryi A.Gray
- Primula partschiana Pax

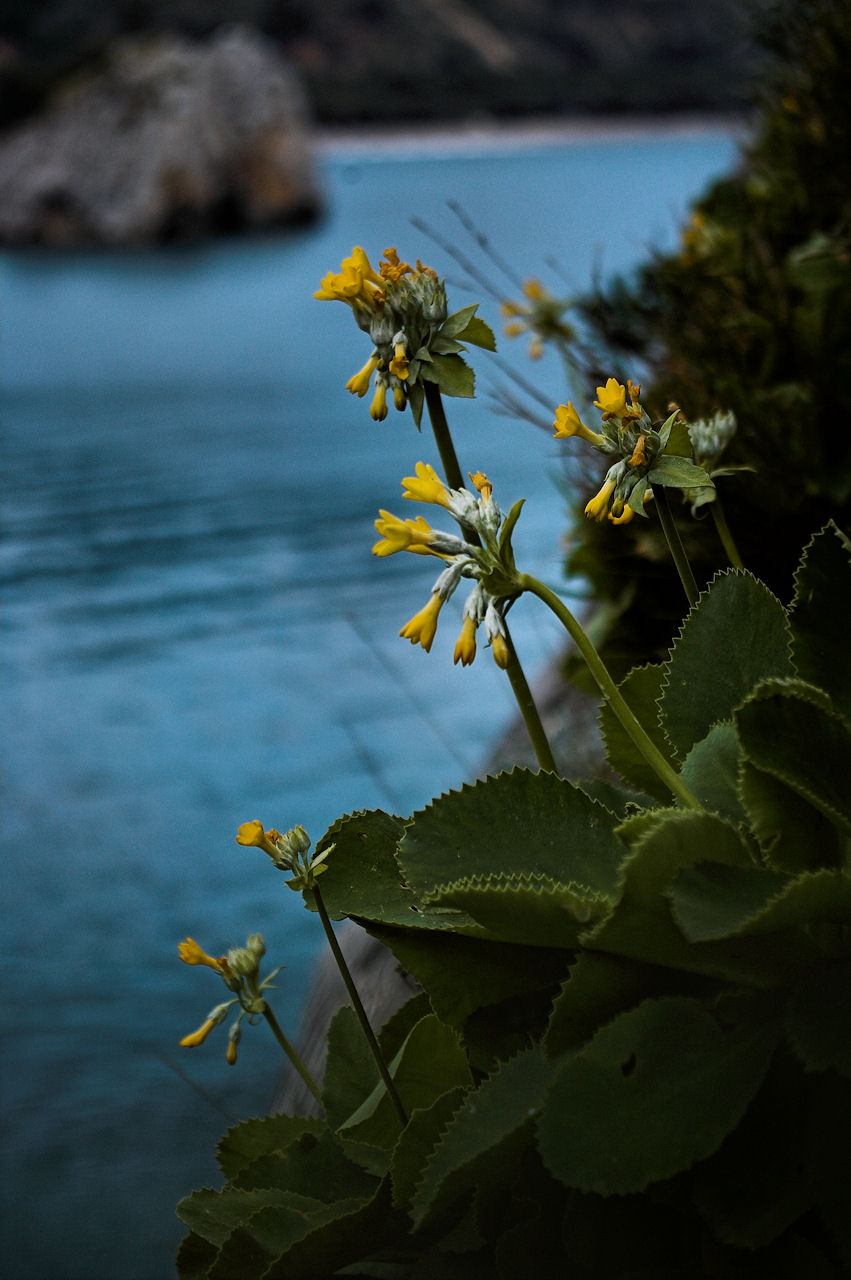
Primula palinuri

- Primula pauciflora (Durand) A.R.Mast & Reveal
- Primula pauliana W.W.Sm. & Forrest
- Primula pedemontana E.Thomas ex Gaudin
- Primula pelargoniifolia G.Hao, C.M.Hu & Z.Y.Liu
- Primula pellucida Franch.
- Primula pengzhouensis C.M.Hu, G.Hao & Y.Xu
- Primula persimilis G.Hao, C.M.Hu & Y.Xu
- Primula petelotii W.W.Sm.
- Primula petiolaris Wall.
- Primula petrocallis F.H.Chen & C.M.Hu
- Primula pinnata Popov & Fed.
- Primula pinnatifida Franch.
- Primula poetica (L.F.Hend.) A.R.Mast & Reveal
- Primula poissonii Franch.
- Primula polonensis Kingdon-Ward
- Primula poluninii H.R.Fletcher
- Primula × polyantha Mill.
- Primula polyneura Franch.
- Primula praeflorens F.H.Chen & C.M.Hu
- Primula praenitens Ker Gawl.
- Primula praetermissa W.W.Sm.
- Primula prenantha Balf.f. & W.W.Sm.
- Primula prevernalis F.H.Chen & C.M.Hu
- Primula primulina (Spreng.) H.Hara
- Primula prolifera Wall.
- Primula pseudodenticulata Pax
- Primula pseudoelatior Kusn.
- Primula pskemensis Lazkov
- Primula × pubescens (Wulfen) Loisel.
- Primula pulchella Franch.
- Primula pulchra G.Watt
- Primula pullulatrix O.Schwarz
- Primula pulverulenta Duthie
- Primula × pumila A.Kern.
- Primula pumilio Maxim.
- Primula purdomii Craib
- Primula pycnoloba Bureau & Franch.

## Q
- Primula qiupuensis J.W.Shao

## R

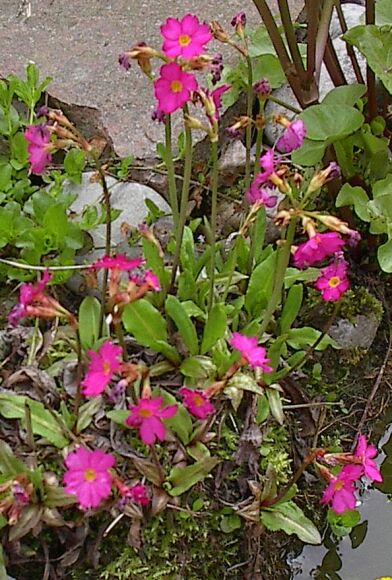
Primula rosea

- Primula ramzanae W.W.Sm. & H.R.Fletcher
- Primula ranunculoides F.H.Chen
- Primula recubariensis Prosser & Scorteg.
- Primula reflexa Petitm.
- Primula reidii Duthie
- Primula reinii Franch. & Sav.
- Primula renifolia Volgunov
- Primula repentina O.Schwarz
- Primula reptans Hook.f. ex G.Watt
- Primula reticulata Wall.
- Primula rhodochroa W.W.Sm.
- Primula rimicola W.W.Sm.
- Primula rockii W.W.Sm.
- Primula rosea Royle
- Primula rotundifolia Wall.
- Primula rubicunda H.R.Fletcher
- Primula rubifolia C.M.Hu
- Primula rugosa N.P.Balakr.
- Primula runcinata W.W.Sm. & H.R.Fletcher ex C.M.Hu
- Primula rupestris Balf.f. & Farrer
- Primula rupicola Balf.f. & Forrest
- Primula ruprechtii Kusn.
- Primula rusbyi Greene
- Primula russeola Balf.f. & Forrest

## S
- Primula × salomonii Sünd.
- Primula sandemaniana W.W.Sm.
- Primula × santii Gola

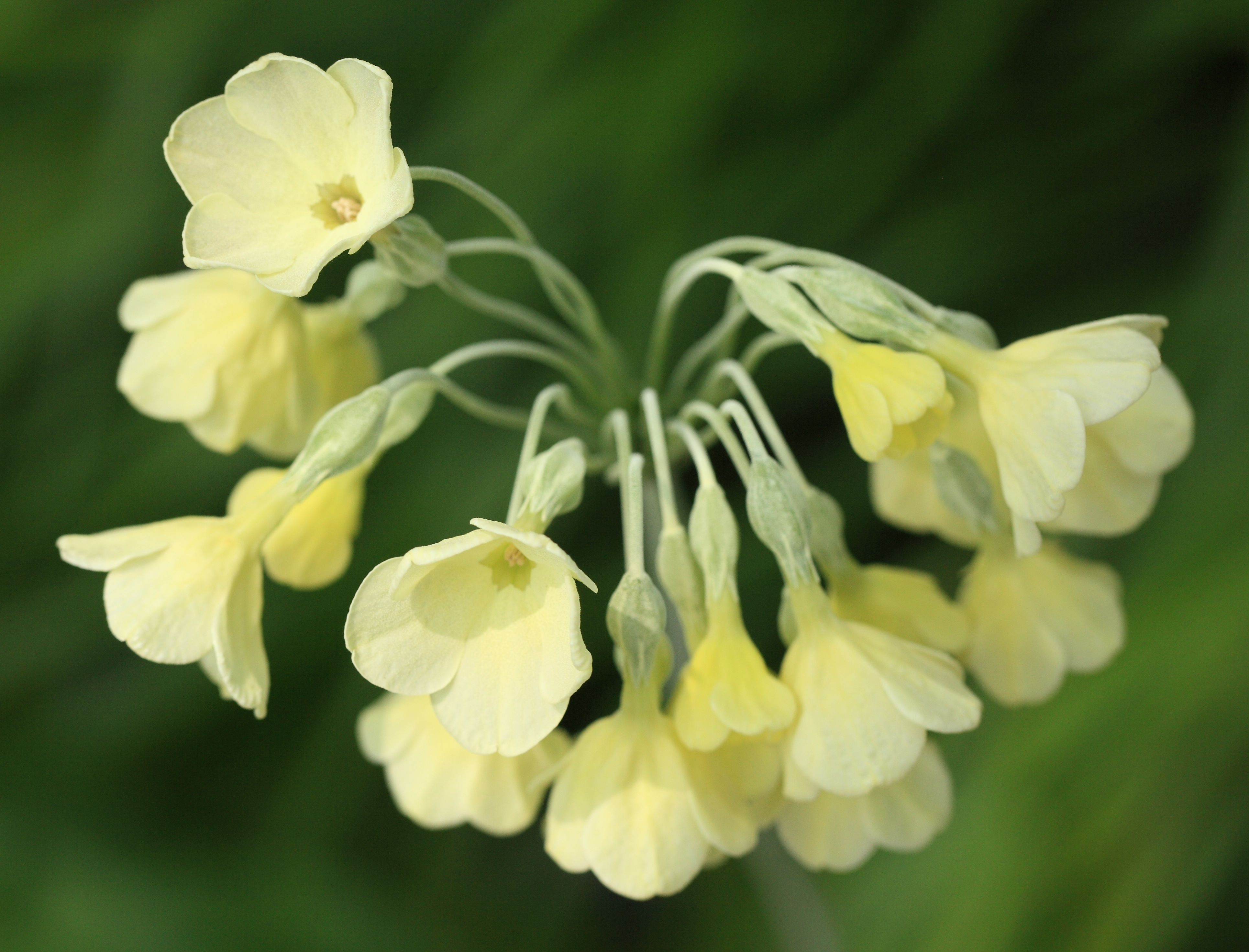
Primula sikkimensis

- Primula sapphirina Hook.f. & Thomson ex G.Watt
- Primula saturata W.W.Sm. & H.R.Fletcher
- Primula saxatilis Kom.
- Primula scandinavica Bruun
- Primula scapigera (Hook.f.) Craib
- Primula schlagintweitiana Pax
- Primula × schottii Sünd.
- Primula sciophila Balf.f.  & Kingdon-Ward
- Primula scopulicola G.Hao, C.M.Hu & Y.Xu
- Primula scotica Hook.
- Primula secundiflora Franch.
- Primula septemloba Franch.
- Primula serrata Georgi
- Primula sertulum Franch.
- Primula sessilis Royle ex Craib
- Primula sharmae H.R.Fletcher
- Primula sherriffiae W.W.Sm.
- Primula siamensis Craib
- Primula sieboldii É.Morren
- Primula sikkimensis Hook.
- Primula silaensis Petitm.
- Primula sinoexscapa C.M.Hu
- Primula sinohumilis G.Hao & C.M.Hu
- Primula sinolisteri Balf.f.
- Primula sinomollis Balf.f.
- Primula sinoplantaginea Balf.f.
- Primula sinuata Franch.
- Primula siphonantha W.W.Sm.
- Primula smithiana Craib
- Primula soldanelloides G.Watt
- Primula sonchifolia Franch.
- Primula soongii F.H.Chen & C.M.Hu
- Primula sorachiana Miyabe & Tatew.
- Primula souliei Franch.
- Primula spathulifolia Craib
- Primula spectabilis Tratt.
- Primula specuicola Rydb.
- Primula spicata Franch.
- Primula standleyana A.R.Mast & Reveal
- Primula × steinii Obrist ex Stein
- Primula stenocalyx Maxim.
- Primula stenodonta Balf.f. ex W.W.Sm. & H.R.Fletcher
- Primula stirtoniana G.Watt
- Primula stricta Hornem.
- Primula strumosa Balf.f. & R.E.Cooper
- Primula stuartii Wall.
- Primula × sturii Schott ex Kolb
- Primula subalpina (Eastw.) A.R.Mast & Reveal
- Primula subpyrenaica Aymerich, L.Sáez & López-Alvarado
- Primula subularia W.W.Sm.
- Primula suffrutescens A.Gray
- Primula sunhangii T.Deng, D.G.Zhang & Jiao Sun
- Primula surculosa Y.Xu & G.Hao
- Primula szechuanica Pax

## T
- Primula takedana Tatew.
- Primula taliensis Forrest
- Primula tangutica Duthie
- Primula tanneri King

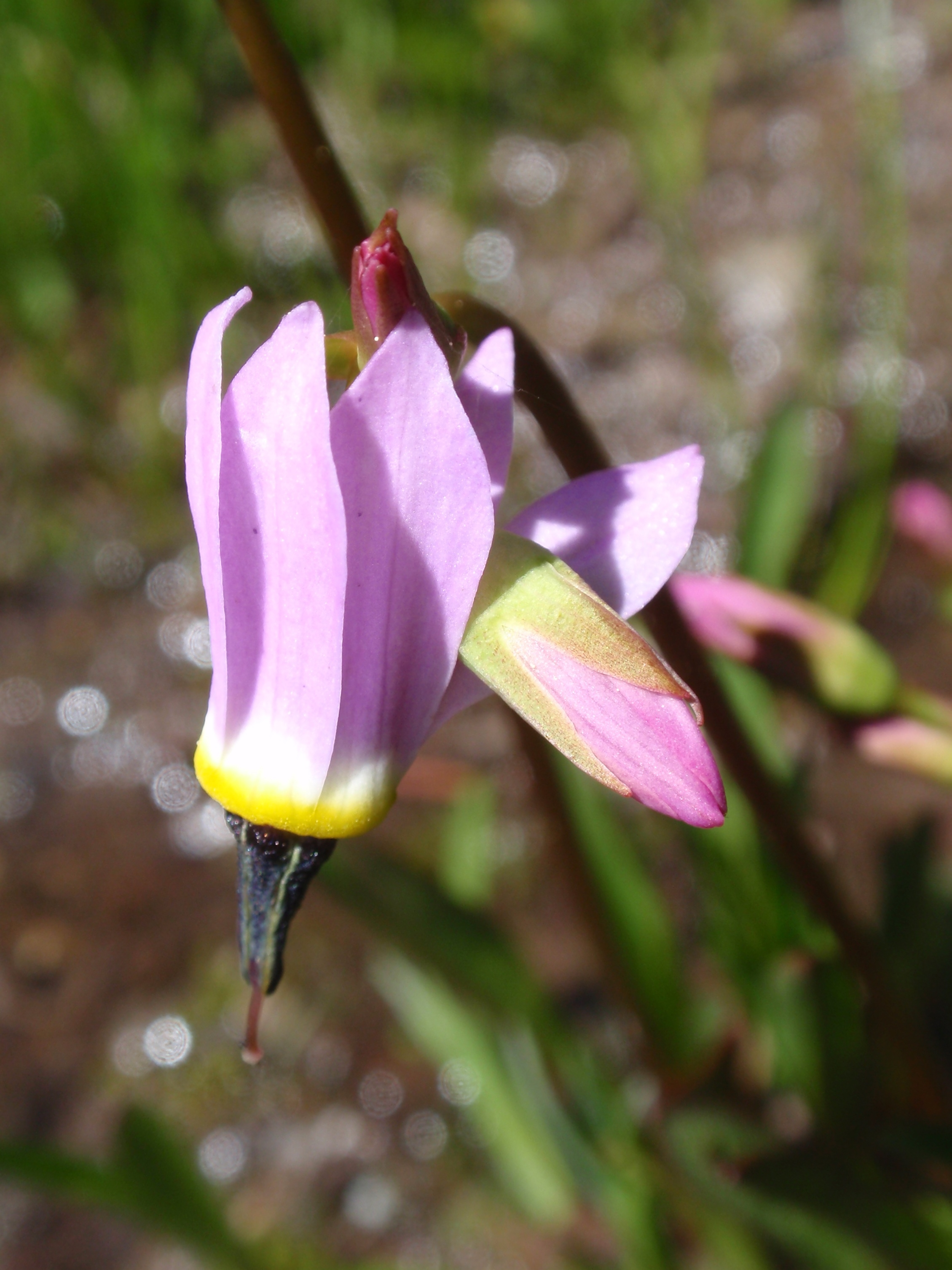
Primula tetrandra

- Primula tanupoda Balf.f. & W.W.Sm.
- Primula tardiflora (C.M.Hu) C.M.Hu
- Primula tayloriana H.R.Fletcher
- Primula tenella King ex G.Watt
- Primula tenuiloba (G.Watt) Pax
- Primula tenuipes F.H.Chen & C.M.Hu
- Primula tenuituba C.M.Hu & Y.Y.Geng
- Primula tetrandra (Suksd.) A.R.Mast & Reveal
- Primula thearosa Kingdon-Ward
- Primula tibetica G.Watt
- Primula tongolensis Franch.
- Primula tosaensis Yatabe
- Primula tournefortii Rupr.
- Primula tridentifera F.H.Chen & C.M.Hu
- Primula triloba Balf.f. & Forrest
- Primula tsaiana G.Hao & Y.Xu
- Primula tsariensis W.W.Sm.
- Primula tschuktschorum Kjellm.
- Primula tsiangii W.W.Sm.
- Primula tsongpenii H.R.Fletcher
- Primula turkeviczii V.V.Byalt
- Primula tyrolensis Schott
- Primula tzetsouensis Petitm.

## U
- Primula umbratilis Balf.f. & R.E.Cooper
- Primula undulifolia G.Hao, C.M.Hu & Y.Xu
- Primula urceolata Aver. & K.S.Nguyen
- Primula urticifolia Maxim.
- Primula utahensis (N.H.Holmgren) A.R.Mast & Reveal

## V
- Primula vaginata G.Watt
- Primula valentinae Fed.
- Primula valentiniana Hand.-Mazz.

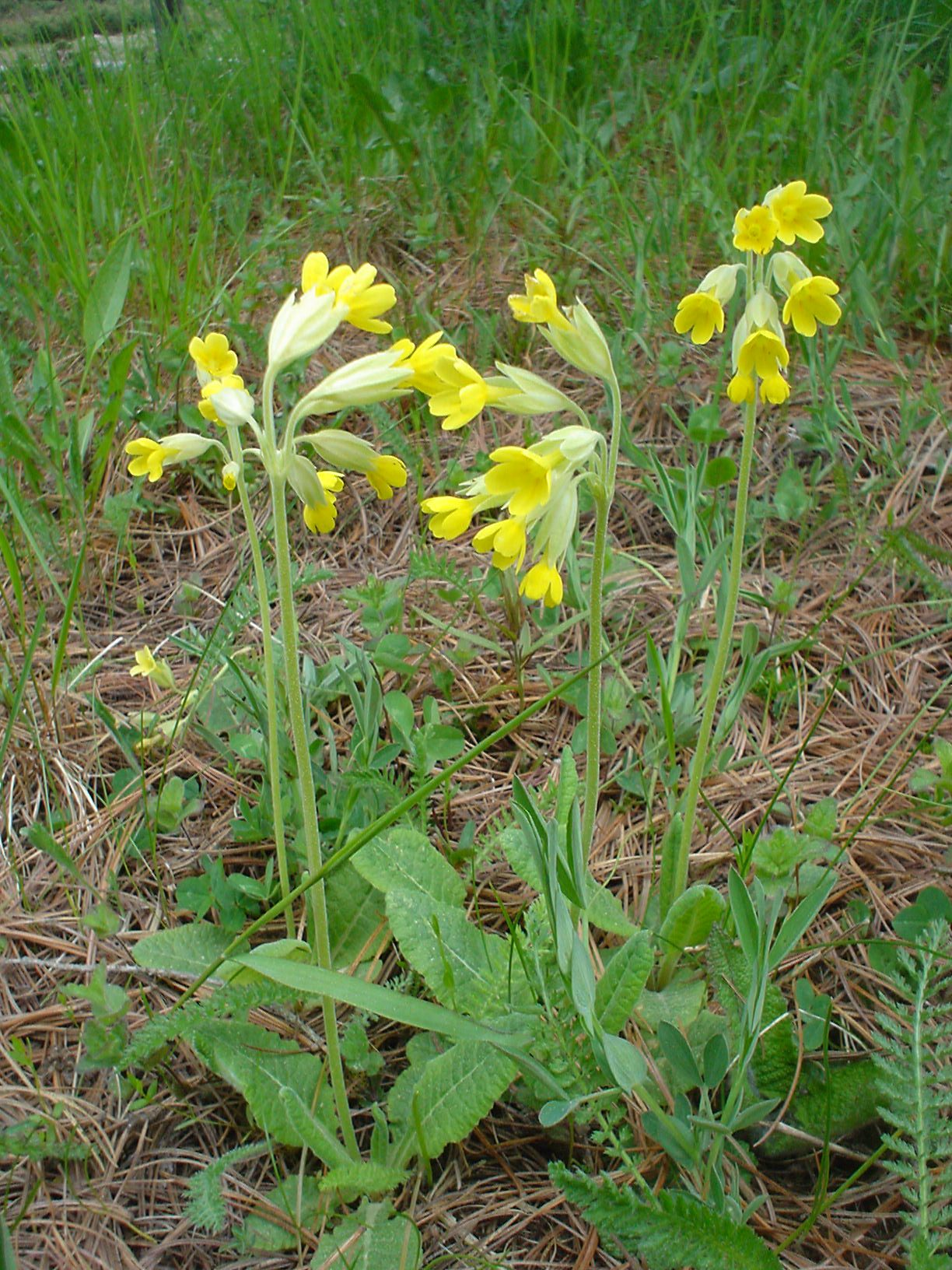
Primula veris

- Primula × vallarsae Prosser & Scorteg.
- Primula vallicola Y.Xu, G.Hao & C.M.Hu
- Primula × varians Sünd.
- Primula veitchiana Petitm.
- Primula × venusta Host
- Primula × venzoides Huter ex Venzo
- Primula veris L.
- Primula vialii Delavay ex Franch.
- Primula villosa Wulfen
- Primula vilmoriniana Petitm.
- Primula violacea W.W.Sm. & Kingdon-Ward
- Primula violaris W.W.Sm. & H.R.Fletcher
- Primula virginis H.Lév.
- Primula vulgaris Huds.

## W

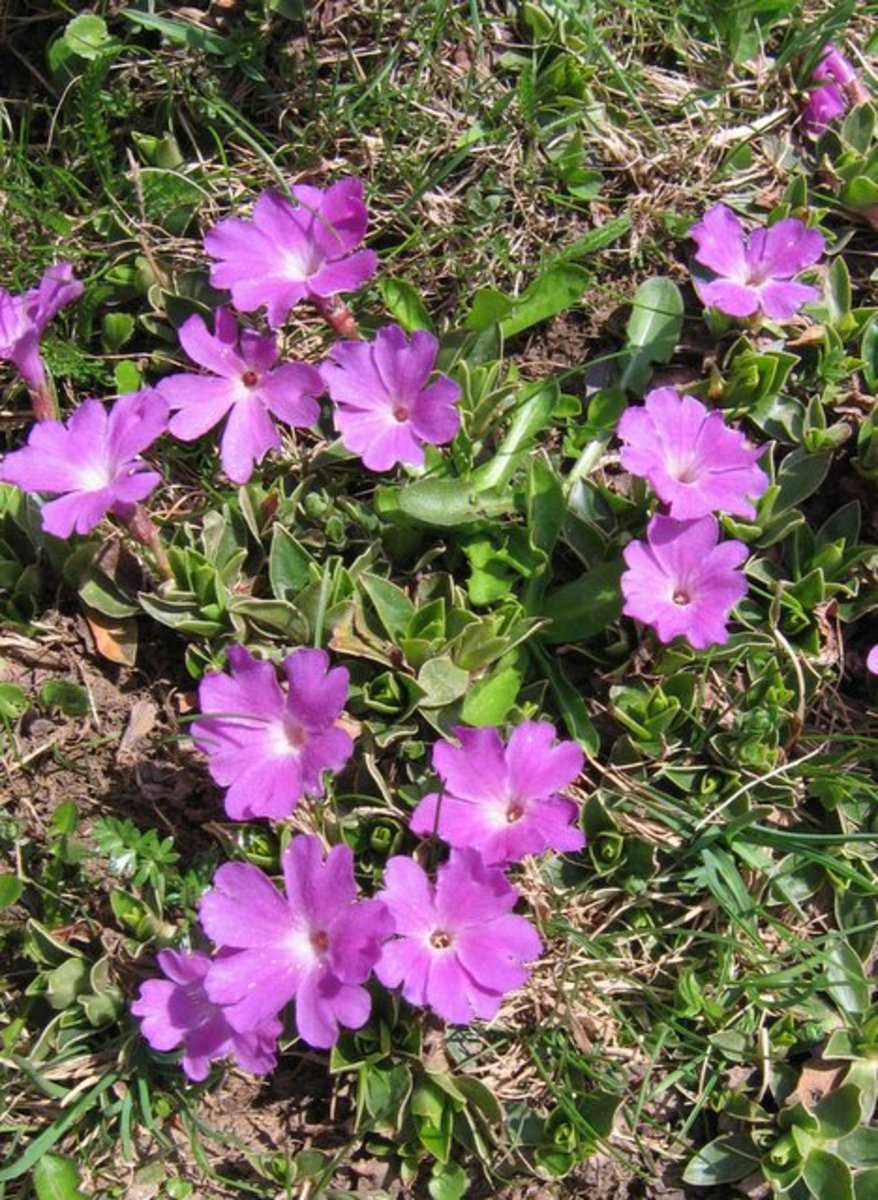
Primula wulfeniana

- Primula waddellii Balf.f. & W.W.Sm.
- Primula walshii Craib
- Primula waltonii G.Watt ex Balf.f.
- Primula wangii F.H.Chen & C.M.Hu
- Primula warshenewskiana B.Fedtsch.
- Primula watsonii Dunn
- Primula wattii King ex G.Watt
- Primula wawushanica G.Hao, C.M.Hu & Yuan Xu
- Primula × weldeniana (A.Kern.) Dalla Torre & Sarnth.
- Primula wenshanensis F.H.Chen & C.M.Hu
- Primula × wettsteinii Wiedem.
- Primula whitei W.W.Sm.
- Primula wigramiana W.W.Sm.
- Primula wilsonii Dunn
- Primula wollastonii Balf.f.
- Primula woodwardii Balf.f.
- Primula woonyoungiana W.P.Fang
- Primula wulfeniana Schott

## X
- Primula xanthopa Balf.f. & R.E.Cooper
- Primula xinningensis Wei Zhang bis & J.W.Shao

## Y
- Primula youngeriana W.W.Sm.
- Primula yunnanensis Franch.
- Primula yuparensis Takeda

## Z
- Primula zhui Y.H.Tan & B.Yang